# Molenmuseum

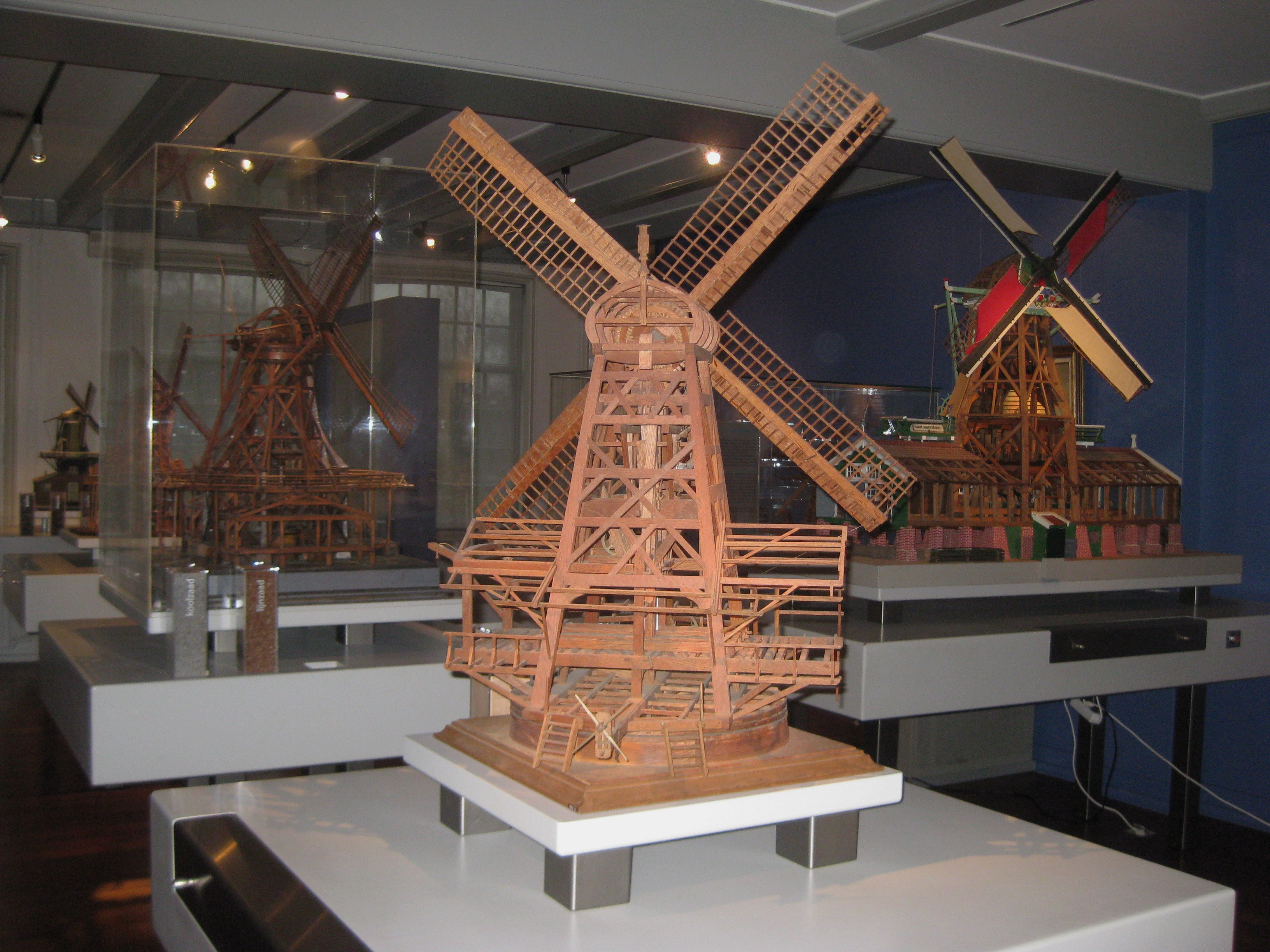
Maquettes in het Molenmuseum te Koog aan de Zaan

Een molenmuseum is een gespecialiseerd museum dat verzamelingen toont en inzicht verschaft met betrekking tot windmolens, watermolens en de bedrijvigheid die met dit alles te maken heeft.
Het kan hierbij gaan om een tot museum ingerichte molen (ook wel museummolen genoemd), die soms nog in werking is en waar de werking van wordt gedemonstreerd, terwijl er in veel gevallen ook producten worden verkocht die op de molen zijn gemalen, zoals meel.
Ook kan een molenmuseum zich bevinden in een gebouw, al dan niet een molen, waarbij de collectie bestaat uit voorwerpen die met molens in verband staan: maquettes, onderdelen van molens, gereedschappen, fotomateriaal en dergelijke.
Voorbeelden van molenmusea zijn:

## België
- Brussels Museum van de Molen en de Voeding te Evere
- Groot-Kortemarkse molenmuseum, in de Couchezmolen te Kortemark
- Molenmuseum (Lommel), een molenmuseum te Lommel
- Molenmuseum (Overpelt), een molenmuseum in Overpelt
- Molenmuseum (Sint-Amands), Centrum voor Molinologie, een molenmuseum te Sint-Amands
- Molenmuseum (Wachtebeke), een molenmuseum (Mola) te Wachtebeke

## Nederland
- Molenmuseum "De Eendracht", in windmolen "De Eendracht" te Anjum
- Molenmuseum (Zaanstad), een molenmuseum aan de Zaanse Schans
- Molenmuseum "De Valk", een molenmuseum te Leiden
- Museummolen (Schermerhorn), een museummolen te Schermerhorn
- Molenmuseum De Walvisch, in de gelijknamige windmolen te Schiedam
- Willem Bastiaanse Molenmuseum, een molenmuseum in windmolen "De Verwachting" te Tholen
- Molenmuseum (Zevenhuizen), een molenmuseum in Zevenhuizen
- Molenmuseum "De Wachter", een molenmuseum te Zuidlaren

## Frankrijk
- Musée des Moulins, een molenmuseum te Villeneuve-d'Ascq